# Eumichtis negrita
Eumichtis negrita är en fjärilsart som beskrevs av George Francis Hampson 1907. Eumichtis negrita ingår i släktet Eumichtis och familjen nattflyn. Inga underarter finns listade i Catalogue of Life.